# HSG Aargau Ost
Die HSG Aargau Ost ist ein Handballverein aus dem Nordosten des Kantons Aargau sowie aus  Dietikon und dem Wehntal, beides Kanton Zürich.

## Geschichte
2017 wurde die Interessengemeinschaft (IG) HSG Aargau Ost gegründet. 2020 wurde der Verein gegründet und 2021 die IG aufgelöst. Unter dem Namen Aargau Ost laufen die Inter und Elite Junioren sowie die Frauenmannschaften auf. Die erste Damenmannschaft stieg nach der Saison 2018/19 von der 2. Liga in die 1. Liga auf. 2021 stiegen sie am grünen Tisch in die SPAR Premium League 2 (SPL2) auf. Nach der Saison 2021/22 mussten sie in die 1. Liga absteigen. In der darauffolgenden Saison schafften sie mit einer perfekten Saison den Wiederaufstieg in die SPL2. Die Feldhandballmannschaft wurde dritter im Grossfeld-Cup 2023.

## Stammvereine
Nur Vereine können Mitglieder beim HSG Aargau Ost sein. Die Spieler müssen Mitglied bei einem der Stammvereine sein.
| Logo | Name                   | Einzugsgebiet                     | Bemerkung                                              |
| ---- | ---------------------- | --------------------------------- | ------------------------------------------------------ |
|      | STV Baden              | Baden                             |                                                        |
|      | Vom Stein Baden        | Baden                             |                                                        |
|      | HC Dietikon-Urdorf     | Dietikon & Urdorf (Kanton Zürich) |                                                        |
|      | HC Ehrendingen         | Ehrendingen                       |                                                        |
|      | Handball Endingen      |                                   | 1. Mannschaft des TV Endingens.                        |
|      | TV Endingen            | Surbtal                           |                                                        |
|      | Handball Rütihof       | Rütihof                           |                                                        |
|      | SC Siggenthal          | Siggenthal                        |                                                        |
|      | BSV Wasserschloss      | Wasserschloss                     | Beachhandballverein                                    |
|      | Handball Riege Wehntal | Wehntal (Kanton Zürich)           |                                                        |
|      | SV Lägern Wettingen    | Wettingen                         |                                                        |
|      | Handball Würenlingen   | Würenlingen                       |                                                        |
|      | Handball Zurzibiet     | Klingnau & Zurzach                | Aus dem TV Klingnau und TV Zurzach in 2009 entstanden. |
|      | Handball Brugg         | Brugg                             |                                                        |